# Tasuku Honjo
Tasuku Honjo (本庶 佑, Honjo Tasuku), né le 27 janvier 1942 à Kyoto est un immunologiste japonais. Ses travaux sont notamment célèbres pour avoir contribué à la découverte et la caractérisation de la protéine PD1 (PD-1), présente à la surface des lymphocytes T et qui est ciblée par certaines cellules cancéreuses pour permettre à ces dernières d'échapper à leur destruction. Il a aussi travaillé sur la régulation des processus de commutation isotypique qui explique le changement d'isotype des immunoglobulines (anticorps) produits par les lymphocytes B.
Les travaux de son groupe et de celui du chercheur américain James P. Allison ont permis des avancées importantes dans le développement d'immunothérapies contre le cancer et ont été notamment récompensés par le prix Tang en 2014 et le prix Nobel de physiologie ou médecine en 2018.

## Biographie
Honjo est né à Kyoto en 1942. Il a obtenu son diplôme de maîtrise en 1966 à la Faculté de médecine de l'Université de Kyoto, où il a obtenu son doctorat en 1975. diplôme en chimie médicale sous la supervision de Yasutomi Nishizuka et Osamu Hayaishi. [7]
Honjo a été chercheur invité au département d’embryologie de la Carnegie Institution de Washington de 1971 à 1973. Il a ensuite rejoint les Instituts nationaux de la santé des États-Unis (NIH) à Bethesda, dans le Maryland, où il a étudié le fondement génétique de la réponse immunitaire à membre associé de l'Institut national de la santé infantile et du développement humain entre 1973 et 1977, suivi de nombreuses années en tant que boursier NIH Fogarty en résidence à partir de 1992. Pendant une partie de cette période, Honjo a également été professeur adjoint à la faculté de médecine, Université de Tokyo, entre 1974 et 1979; professeur au département de génétique de la faculté de médecine de l'Université d'Osaka de 1979 à 1984; et professeur au département de chimie médicale de la faculté de médecine de l'Université de Kyoto de 1984 à 2005. Depuis 2005, Honjo est professeur au département d'immunologie et de médecine génomique de la faculté de médecine de l'Université de Kyoto. [7] Il a été président de la Corporation universitaire publique de la préfecture de Shizuoka de 2012 à 2017.
Il est membre de la Japanese Society for Immunology et en a été président entre 1999 et 2000. Honjo est également membre honoraire de l'American Association of Immunologists. [8] En 2017, il est devenu directeur général adjoint et professeur distingué de l'Institut d'études avancées de l'Université de Kyoto (KUIAS).

## Récompenses
Il obtient le 1er octobre 2018 le prix Nobel de physiologie ou médecine pour ses recherches sur l'immunothérapie conjointement avec James Allison.